# 昌都府
昌都府。宣統元年（1909年）奏請設置，轄察雅縣、恩達縣，屬四川省。治所即今西藏昌都縣。轄境相當今西藏自治區東部嘉黎、邊壩等縣以東地。宣統二年（1910年）增設科麥縣、察隅縣，民国二年（1913年）三月改為昌都縣。